# 伊藤邦雄
伊藤 邦雄（いとう くにお、1951年12月13日 - ）は、日本の会計学者。学位は商学博士（一橋大学・論文博士・1996年）。一橋大学名誉教授。
一橋大学大学院商学研究科教授、中央大学専門職大学院戦略経営研究科特任教授、国立大学法人一橋大学理事、日本ベンチャー学会会長、日本インベスター・リレーションズ学会会長、一橋大学副学長、原子力損害賠償・廃炉等支援機構運営委員長、日本会計研究学会会長などを歴任。
経済産業省・東京証券取引所「DX銘柄」評価委員会委員長
経済産業省「コーポレート・ガバナンス・システム研究会」委員、内閣府「未来投資会議・構造改革徹底推進会合」委員、東京証券取引所「企業価値向上表彰制度委員会」委員長、経済産業省・東京証券取引所「攻めのIT経営銘柄」選定委員長、日本取締役協会「コーポレートガバナンス・オブ・ザ・イヤー」選考委員、経済産業省「トランジション・ファイナンス環境整備検討会」座長、TCFD（気候変動財務情報開示）コンソーシアム会長などを務める。

## 人物・経歴
千葉県旭市出身。1975年一橋大学商学部卒業後。同大学大学院商学研究科長・商学部長、同大学副学長を歴任。河田正也日清紡ホールディングス社長はクラスの同級生。一橋大学大学院商学研究科修了、商学博士。中村忠に師事。
一橋大学大学院商学研究科教授、三菱商事取締役、曙ブレーキ工業取締役、東京海上ホールディングス取締役、住友化学取締役、セブン&アイホールディングス取締役、東レ取締役、NEC経営諮問委員会委員等を歴任。第52回-第54回（平成14-16年度）税理士試験委員など各種試験委員などを歴任。セブン&アイホールディングスにおける鈴木敏文会長兼最高経営責任者の退任に際しては社外取締役として重要な役割を果たした。
門下に 大塚成男 千葉大学教授、中野誠一橋大教授、蜂谷豊彦一橋大教授、野間幹晴一橋大教授、加賀谷哲之一橋大教授、円谷昭一一橋大教授等がいる。経営者ではレアジョブ創業者の加藤智久が伊藤ゼミ出身で、のちにレアジョブ顧問を務めた。セコマ社長の赤尾洋昭や、日本調剤社長の三津原庸介もゼミ出身者である。
座長を務めた経済産業省の研究会・｢持続的成長への競争力とインセンティブ～企業と投資家の望ましい関係構築～｣プロジェクトが2014年に出した最終報告書（通称：伊藤レポート）では、自己資本利益率8パーセント以上を目指すべきとし、コーポレートガバナンスの基準として大きな影響力を持ち、以降日本企業において高自己資本利益率化や株主還元方針等が広く取られるようになった。
2019年5月より気候変動対策に取り組む企業、団体からなる「TCFDコンソーシアム」会長。20年9月、座長を務めた経済産業省「持続的な企業価値の向上と人的資本に関する研究会」の成果として「人材版伊藤レポート」を公表。22年5月に「同2.0」を策定し、同年8月創設の「人的資本経営コンソーシアム」会長。「Society5.0時代のデジタル・ガバナンス検討会」座長、経済産業省・東京証券取引所「DX銘柄」評価委員会委員長ほか。

## 学歴
- 1970年 千葉県立銚子商業高等学校卒業[14]
- 1975年 一橋大学商学部卒業
- 1980年 一橋大学大学院博士課程単位取得退学
- 1996年 商学博士（一橋大学）の学位を取得

## 職歴
- 1980年 一橋大学商学部専任講師。
- 1984年 一橋大学商学部助教授[15]。
- 1987年 スタンフォード大学フルブライト研究員。
- 1990年 通商産業省通商産業研究所特別研究官兼務。
- 1992年 一橋大学商学部教授[15]。
- 2002年 同商学部長・商学研究科長[15]。
- 2004年 一橋大学副学長・国立大学法人一橋大学理事（2006年まで）、東京海上日動監査役。
- 2005年 曙ブレーキ工業取締役[15]。
- 2007年 三菱商事取締役[15]、小林製薬独立委員会委員、東京電力報酬委員会委員[16]、経営共創基盤経営諮問委員長[17]。
- 2009年6月 シャープ取締役[15]、日東電工取締役。
- 2009年6月 東京海上ホールディングス取締役[15]。
- 2012年6月 住友化学取締役[15]。
- 2013年6月 小林製薬取締役[15]。
- 2014年5月 セブン&アイホールディングス取締役[18]。
- 2014年6月 東レ取締役[15]。
- 2014年8月 伊藤レポートを発表。
- 2015年1月 一橋大学CFO教育研究センター長[15]。
- 2015年3月 一橋大学定年退職。
- 2015年4月 一橋大学大学院商学研究科特任教授、中央大学専門職大学院戦略経営研究科特任教授[15]、一橋大学名誉教授。
- 2016年10月 経済産業省東京電力改革・1F問題委員会委員長。
- 2017年10月 伊藤レポート2.0を発表。
- 2017年11月 原子力損害賠償・廃炉等支援機構運営委員長[19]。
- 2018年1月 インテグラート顧問[20]。
- 2018年4月 一橋大学大学院経営管理研究科特任教授[15]。
- 2019年5月 TCFD コンソーシアムの設立発起人として設立に関与し、会長に就任。
- 2020年1月 経済産業省持続的な企業価値の向上と人的資本に関する研究会座長[21]。
- 2020年8月 マネジメントソリューションズ顧問[22]。
- 2020年9月 人材版伊藤レポートを発表。
- 2022年5月 人材版伊藤レポート2.0を発表。
- 2022年8月 人的資本経営コンソーシアム会長に就任。
- 2022年8月 伊藤レポート3.0を発表。

## 社会的活動
- 日本会計研究学会会長[23]
- 日本ベンチャー学会会長
- 日本IR学会理事
- ディスクロージャー研究学会副会長
- 東京証券取引所上場会社ディスクロージャー表彰委員会座長
- コカ・コーラウエスト株式会社経営諮問委員会委員
- 日本インベスター・リレーションズ学会　会長[24]

## 受賞歴
- 日本証券アナリスト協会証券アナリストジャーナル賞佳作、1989年
- 日本会計研究学会学会賞、1993年
- 日本経営協会経営科学文献賞、1995年
- 日本会計研究学会太田・黒沢賞1997年
- 日本公認会計士協会学術賞、1997年
- 日本経営協会経営科学文献賞、2000年

## 著書
- 危機を超える経営、2011年、日本経済新聞出版社
- コーポレートブランド経営、2000年、日本経済新聞出版社
- ゼミナール企業価値評価、2007年、日本経済新聞出版社
- グループ連結経営、1999年、日本経済新聞出版社
- 医薬品メーカー勝ち残りの競争戦略、2010年、日本経済新聞出版社
- 企業価値経営、2010年、日本経済新聞出版社
- 新・現代会計入門、2010年、日本経済新聞出版社
- 無形資産の会計、2006年、中央経済社